# 丸川敬之
丸川 敬之（まるやま たかゆき、1983年9月9日 - ）は、日本の男性舞台俳優。広島県出身。花組芝居所属。屋号は鳴流屋（なるや)。

## 経歴
2006年花組芝居に入座。2007年3月公演「かぶき座の怪人」では、新進の新劇俳優の役で、加納幸和の相手役を勤めた。得意とする高音の声を生かし、歌も披露。渋谷、赤坂のライブハウスでライブ活動も続けている。愛媛の坊ちゃん劇場で、半年に渡り「げんない」に出演した。2015年、NHK木曜時代劇「ぼんくら2」に、下っぴきの杢太郎役でレギュラー出演。その後、時代劇に起用されることも増えた。
舞台版「黒子のバスケ」に出演。ミュージカル「刀剣乱舞」髭膝双騎　に2年連続で出演。

## 出演（花組芝居を除く）
2008年
- 柿喰う客 第13回公演 「俺を縛れ！」（王子小劇場）
- 経済とH「ベゴニアと雪の日」（下北沢OFFOFFシアター）

2009年
- zupa「ホネノウツワ」（下北沢 小劇場 楽園）
- おおのの 音楽朗読劇「太宰治のオンナの小説」（乃木坂コレドシアター）
- PATAPATA☆MAM　Produce Live vol.1（神泉LANTERN）

2010年
- おおのの「走れダザイ」（下北沢「楽園」）
- 経済とH「19 春 ～旅立ち編～」（下北沢シアター711）

2011年
- 東京女子収集#1「工場の娘」（中野スタジオあくとれ）
- おおのの「東京モダンガールズ」（下北沢 シアター711）

2012年
- おおのの♪「交響曲　月に吠える」（絵空箱、静岡、前橋）

2013年
- PATAPATA☆MAM　Produce Live vol.11「EMOTION」Part.3（ライブハウスgee-ge）
- あやめ十八番「淡仙女」
- 奇想天外☆歌舞音曲劇みゅーじかる「げんない」（坊ちゃん劇場）吉次郎役

2014年
- 子どもに見せたい舞台「マクベス」（あうるすぽっと）演出：加納幸和
- 演劇ユニット3LDK「カサブタかきむしれっ！」（中野ザ・ポケット）

2018年
- NAO-TA！プロデュース「見えても 見えなくても」（ザ・ポケット）
- 舞台「黒子のバスケ」IGNITE-ZONE（サンシャイン劇場 他）岡村建一役
- ドラマティック・カンパニー「Amore Me Too!!」（シアターサンモール 他）

2019年
- 「SORAは青い」（博品館劇場）
- おおのの♪最後の公演「ザ・漱石 再演ニ非ズ」（シアター７１１）
- ミュージカル「刀剣乱舞 髭切膝丸 双騎出陣2019」（品川プリンスホテル ステラボール 他）

2020年
- ミュージカル「刀剣乱舞 髭切膝丸 双騎出陣2020」（舞浜アンフィシアター 他）

2022年
- 装束meetsミュージカル「不思議の国のひなまつり」（東京国際フォーラムホールB７）
- あやめ十八番「空蝉」（東京劇術劇場シアターウエスト）

2024年
- ホリプロステージ「中村仲蔵 ～歌舞伎王国 下剋上異聞～」（東京建物Brillia HALL）[3]
- 花組ペルメル「長崎蝗駆經 〜岡本綺堂『平家蟹』による〜」（小劇場B1）[4]

2025年
- 中村仲蔵 〜歌舞伎王国 下剋上異聞〜（上海交通銀行前滩31文化芸能センター・大劇場）[5]